# Parahelichus angulicollis
Parahelichus angulicollis is een keversoort uit de familie ruighaarkevers (Dryopidae). De wetenschappelijke naam van de soort werd in 1887 gepubliceerd door Edmund Reitter.